# Again (canción de Janet Jackson)
«Again» es una canción de la cantante estadounidense Janet Jackson, que apareció primero como la canción de cierre de la película Poetic Justice, y luego se incluyó en el quinto álbum de Jackson, Janet (1993). Escrita y producida por Jackson, Jimmy Jam y Terry Lewis, la balada fue lanzada como el tercer sencillo del álbum el 12 de octubre de 1993 por Virgin Records y habla sobre la reconexión con un viejo amante. Originalmente con un sonido experimental que Jam y Lewis estaban considerando para el álbum, no contemplaron seriamente la canción hasta que los productores cinematográficos de Poetic Justice solicitaron una balada para la banda sonora.
La canción tuvo críticas generalmente positivas, alabando la letra y la voz de Janet. "Again" recibió una nominación al Golden Globe Award y una en la gala de la 66.ª edición de los Premios Óscar por Mejor Canción Original en 1994.